# Sint-Leonarduskerk (Dannemarie)
De Sint-Leonarduskerk (Duits: Kirche Saint-Léonard; Frans: église Saint-Léonard) is een rooms-katholiek neogotisch kerkgebouw in de Franse gemeente Dannemarie (Haut-Rhin).

## Bouwgeschiedenis
De eerste vermelding van een kerkgebouw op deze plaats dateert uit 1289. Het werd in 1427 en vervolgens opnieuw in 1474 tijdens de Dertigjarige Oorlog verwoest. In 1652 stond enkel het priesterkoor nog recht.
De uit Dannemarie afkomstige Thi(é)baud Henning (1576-1651), die lid van de Raad van State, aalmoezenier van koning Lodewijk XIII van Frankrijk en commende genietend abt van de abdij van Saint-Jean du Jard was, besloot de kerk te laten herbouwen en haar zowel van klokken als van meubilair en versieringen te voorzien. Dit nieuwe kerkgebouw werd onder het toezicht van zijn neef Barthélémy Héning - die hij dit bij testament had opgedragen - tussen 1655 en 1670 opgetrokken.
De huidige, 45 meter hoge klokkentoren dateert dan weer uit 1725. Het oude kerkgebouw werd in 1844 gesloopt en vanaf 1845 in haar huidige vorm herbouwd.

## Interieur
Hoewel het gebouw zelf neogotisch van stijl is, is het interieur dan weer barok.
In de kerk staat ook een orgel uit 1845-1846 van de orgelmakerij Daublaine Callinet, waarvan de orgelkast in 1988 en het instrumentale gedeelte in 2012 als historisch monument werden geklasseerd.

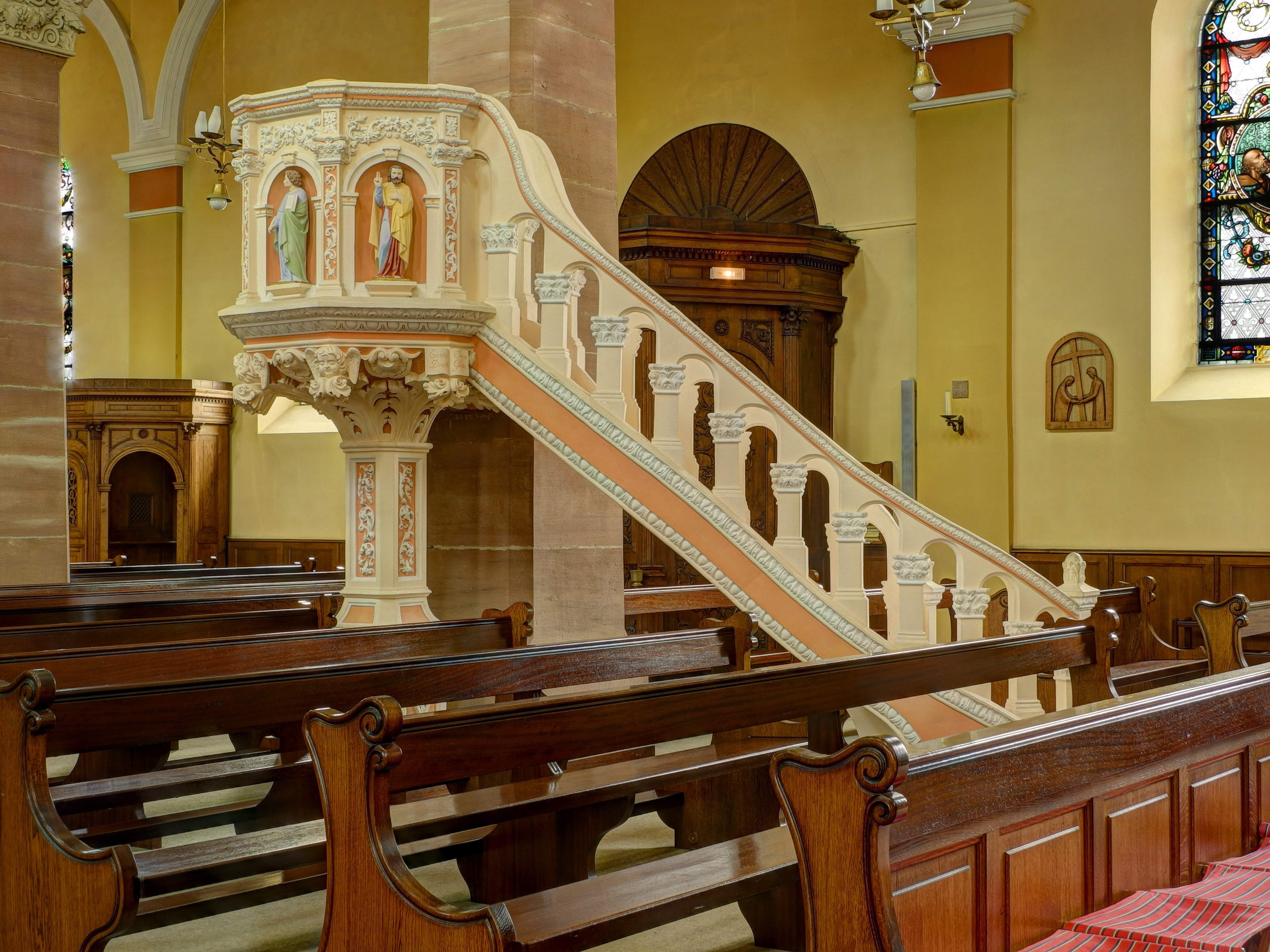
Spreekgestoelte.
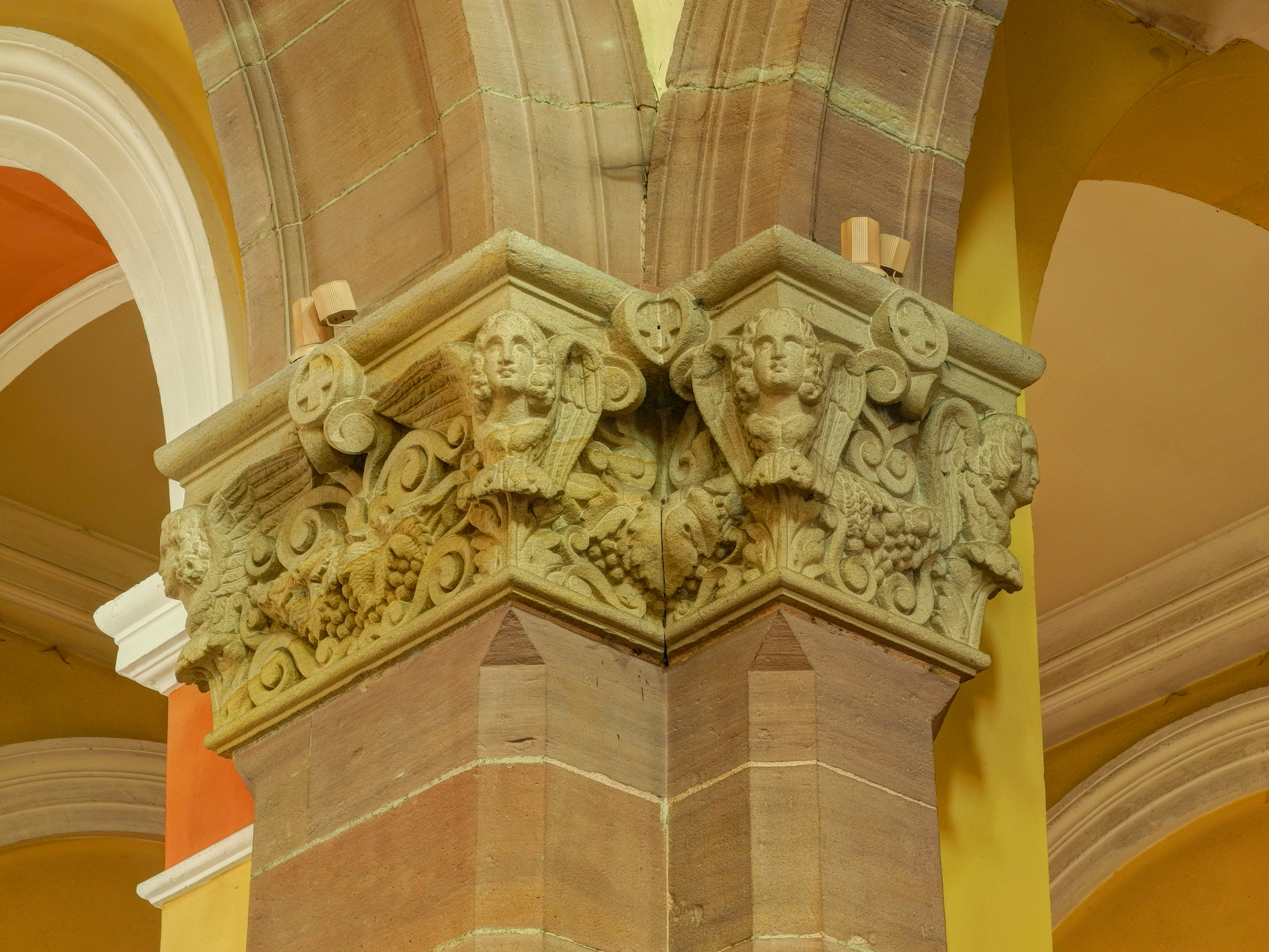
Reliëfs aangebracht op bovenaan de zuilen van het middenschip.